# Barranc de Serra Espina
El barranc de Serra Espina és un barranc afluent del Flamisell, prop de la Roca del Corb. Pertany al terme de la Torre de Cabdella, dins de l'antic terme de la Pobleta de Bellveí.
Baixa de nord-est a sud-oest, de prop del lloc on hi hagué, a l'edat mitjana, el poblat de Serraspina.